# Spotsylvania Courthouse
Spotsylvania Courthouse és una concentració de població designada pel cens dels Estats Units a l'estat de Virgínia. També és la seu del comtat de Spotsylvania. Segons el cens del 2000 tenia 3.833 habitants.

## Demografia
Segons el cens del 2000, Spotsylvania Courthouse tenia 3.833 habitants, 1.233 habitatges, i 1.009 famílies. La densitat de població era de 171,1 habitants per km².
Dels 1.233 habitatges en un 50,3% hi vivien nens de menys de 18 anys, en un 65% hi vivien parelles casades, en un 12,2% dones solteres, i en un 18,1% no eren unitats familiars. En el 13,5% dels habitatges hi vivien persones soles el 4,1% de les quals corresponia a persones de 65 anys o més que vivien soles. El nombre mitjà de persones vivint en cada habitatge era de 3,11 i el nombre mitjà de persones que vivien en cada família era de 3,42.
Per edats la població es repartia de la següent manera: un 34,2% tenia menys de 18 anys, un 7,9% entre 18 i 24, un 33,4% entre 25 i 44, un 19,4% de 45 a 60 i un 5,1% 65 anys o més.
L'edat mediana era de 32 anys. Per cada 100 dones de 18 o més anys hi havia 92,7 homes.
La renda mediana per habitatge era de 55.872 $ i la renda mediana per família de 60.893 $. Els homes tenien una renda mediana de 42.004 $ mentre que les dones 30.494 $. La renda per capita de la població era de 19.052 $. Entorn del 8,1% de les famílies i el 7,3% de la població estaven per davall del llindar de pobresa.

## Poblacions més properes
El següent diagrama mostra les poblacions més properes.